# Hans Stapper
Hans Stapper (Amsterdam, 25 mei 1947) is een Nederlands voormalig voetballer. Hij speelde als aanvaller bij Blauw-Wit en Heracles. In 1969 moest hij noodgedwongen stoppen met voetballen door een aanhoudende blessure.

## Carrièrestatistieken
| Seizoen         | Club            | Land            | Competitie      | Competitie | Competitie | Beker | Beker | Internationaal | Internationaal | Overig | Overig | Totaal | Totaal |
| Seizoen         | Club            | Land            | Competitie      | Wed.       | Dlp.       | Wed.  | Dlp.  | Wed.           | Dlp.           | Wed.   | Dlp.   | Wed.   | Dlp.   |
| --------------- | --------------- | --------------- | --------------- | ---------- | ---------- | ----- | ----- | -------------- | -------------- | ------ | ------ | ------ | ------ |
| 1965/66         | Blauw-Wit       | Nederland       | Eerste divisie  | –          | –          | –     | 0     | –              | –              | 0      | 0      | –      | –      |
| 1966/67         | Heracles        | Nederland       | Eerste divisie  | –          | –          | –     | 0     | –              | –              | 0      | 0      | –      | –      |
| 1967/68         | Heracles        | Nederland       | Eerste divisie  | –          | –          | –     | 1     | –              | –              | 0      | 0      | –      | –      |
| 1968/69         | Heracles        | Nederland       | Eerste divisie  | –          | –          | –     | 0     | –              | –              | 0      | 0      | –      | –      |
| Carrière totaal | Carrière totaal | Carrière totaal | Carrière totaal | –          | –          | –     | 1     | 0              | 0              | 0      | 0      | –      | –      |